# 주진오
주진오(朱鎭五, 서울특별시, 1957년 1월 4일~)는 대한민국의 역사학자이다. 1987년 상명대학교 역사콘텐츠학과 교수에 임용되어 후학을 양성하는 일에 종사하였다.
상명대학교 역사콘텐츠학과 교수로서 천재교육 교과서 집필자였고 2015년 정부에 의해 추진된 역사교과서 국정화에 반대하였다. 또한 영화 《암살》의 자문을 맡기도 했다.
경제학자 주종환의 아들이며, 형제로는 남동생 주진형이 있다.

## 학력
- 1982년: 연세대학교 사학과 학사
- 1984년: 연세대학교 대학원 사학과 석사
- 1995년: 연세대학교 대학원 사학과 박사

## 경력
- 1987년 3월~: 상명대학교 역사콘텐츠학과 교수
- 2000년 3월~2003년 2월: 상명대학교 인문과학연구소 소장
- 2000년 3월~2004년 2월: 상명대학교 평생교육원 원장
- 2005년 2월~2007년 2월: 문화재청 근대문화재분과 전문위원
- 2005년 10월~2007년 2월: 상명대학교 사학과 학과장
- 2005년 12월~2010년 2월: 제2기 한일역사공동연구위원회 근현대사분과 간사
- 2006년 8월: 상명대학교 문화콘텐츠창작소재연구소 소장
- 2007년 3월~2008년 2월: 상명대학교 인문사회과학대학 학장
- 2007년 4월~2009년 4월: 전국문화콘텐츠학과협의회 회장
- 2008년 7월~: 한국근현대사 교과서 필자협의회 대표
- 2009년 8월~: 상명대학교 다문화사회연구소 소장
- 2011년 3월: 한국사 교과서 집필자협의회 공동대표
- 2011년 9월~2013년 12월: 상명대학교 인문사회과학대학 학장
- 2017년 11월~: 대한민국역사박물관 관장